# Knooppunt Empel
Het Knooppunt Empel is een Nederlands verkeersknooppunt bij Empel, ten noordoosten van 's-Hertogenbosch. Het vormt de aansluiting tussen de A2 in noordelijke en zuidelijke richting, en de A59 in westelijke richting. Het knooppunt maakt deel uit van de Ring 's-Hertogenbosch.
Het knooppunt is geopend in 1970. Sinds juli 2009 is het een half turbineknooppunt, met twee fly-overs. Voor de ombouw was er sprake van een omgekeerd trompetknooppunt.

## Richtingen knooppunt

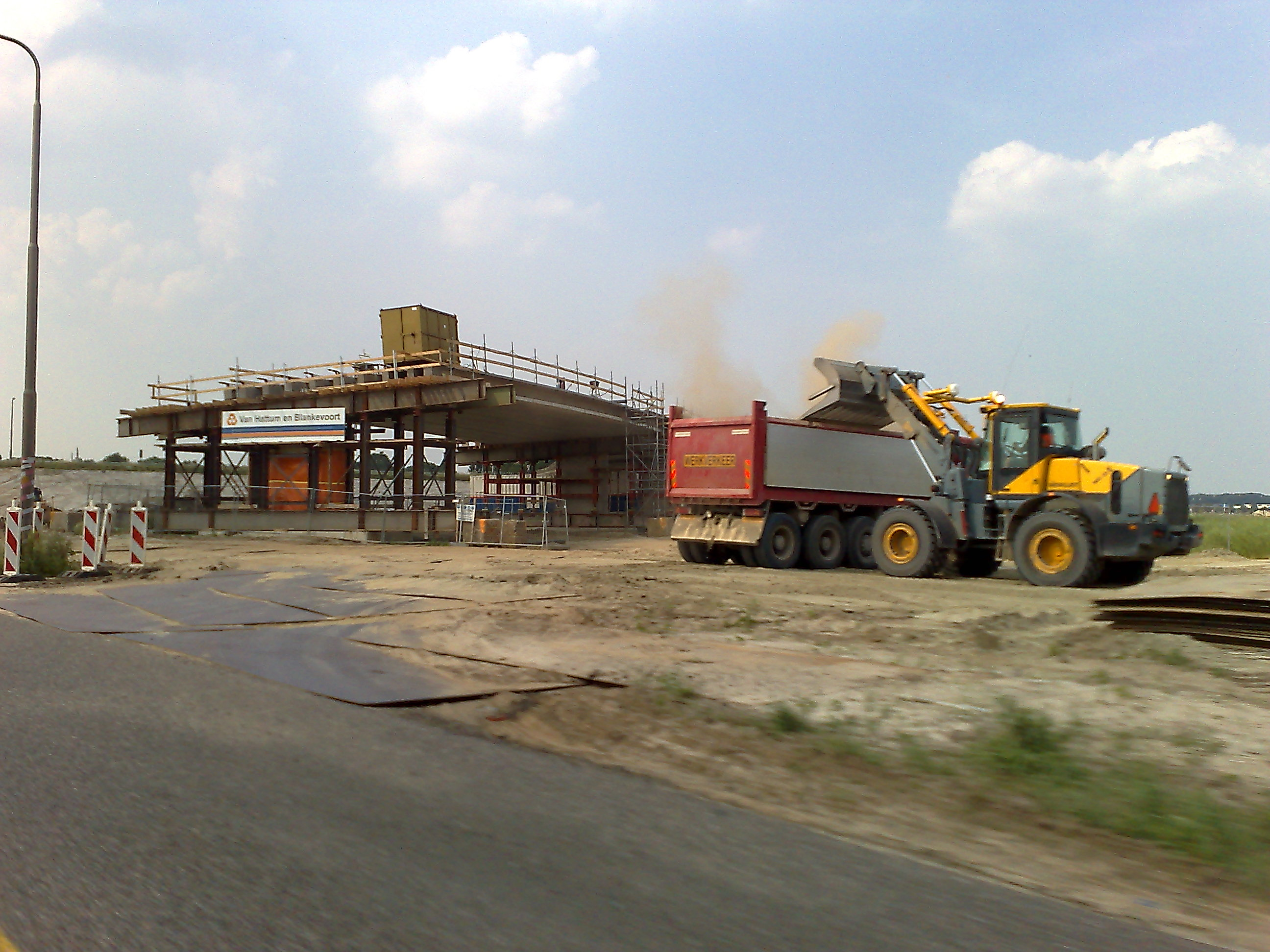
Werkzaamheden aan een fly-over van knooppunt Empel

| Aansluitende wegen                       | Aansluitende wegen | Aansluitende wegen | Aansluitende wegen | Aansluitende wegen                    |
| ---------------------------------------- | ------------------ | ------------------ | ------------------ | ------------------------------------- |
| richting Utrecht / Amsterdam             |                    |                    |                    |                                       |
|                                          |                    |                    |                    |                                       |
| richting Waalwijk / Moerdijk / Zierikzee |                    |                    |                    |                                       |
|                                          |                    |                    |                    |                                       |
|                                          |                    |                    |                    | richting Oss / Eindhoven / Maastricht |

Almere · Amstel · Arnestein · Assen · Azelo · Badhoevedorp · Bankhoef · Batadorp · Beekbergen · Benelux · Beverwijk · Bodegraven ·  Boterdiep ·  Buren · Burgerveen · Coenplein · De Baars · De Hoek · De Hogt · De Nieuwe Meer · De Poel · De Punt · De Stok · Deil · Diemen · Drachten · Drie Klauwen · Eemnes · Ekkersweijer · Emmeloord · Empel · Euvelgunne · Everdingen · Ewijk · Galder · Gooimeer · Gorinchem · Gouwe · Grijsoord · Hattemerbroek · Heerenveen · Hellegatsplein · Het Vonderen · Hintham · Hoevelaken · Hofvliet · Holendrecht · Holsloot · Hoogeveen · Hooipolder · IJmuiden (niet officieel) · Joure · Julianaplein · Kerensheide · Kethelplein · Klaverpolder · Kleinpolderplein · Kooimeer · Kruisdonk · Kunderberg · Lankhorst · Leenderheide · Lunetten · Maanderbroek · Markiezaat · Muiderberg · Neerbosch · Noordhoek · Ommedijk · Oud-Dijk · Oudenrijn · Paalgraven · Princeville · Prins Clausplein · Raasdorp ·  Reitdiep ·  Ressen · Ridderkerk · Rijkevoort · Rijnsweerd · Rottepolderplein · Rozenburg · Sabina · Sint-Annabosch · Stelleplas · Slufter · Ten Esschen · Terbregseplein · Tiglia · Vaanplein · Valburg · Velperbroek · Velsen · Vlaardingen · Vught · Waterberg · Watergraafsmeer · Werpsterhoek · Westerlee · Ypenburg · Zaandam · Zaarderheiken · Zonzeel · Zoomland · Zuidbroek · Zurich

Geplande knooppunten:
De Liemers · Zestienhoven

Voormalige knooppunten:
Bocholtz · Ekkersrijt · Europaplein (Groningen) · Europaplein (Maastricht) · Lindenholt